# Delias leucobalia
Delias leucobalia är en fjärilsart som beskrevs av Jordan 1912. Delias leucobalia ingår i släktet Delias och familjen vitfjärilar. Inga underarter finns listade i Catalogue of Life.